# جيمس ر. شيفيلد
جيمس ر. شيفيلد هو محامي وسياسي أمريكي، ولد في 13 أغسطس 1864، وتوفي في 2 سبتمبر 1938. نشط حزبياً في الحزب الجمهوري. وقد انتخب عضو جمعية ولاية نيويورك ‏.